# Cantone di L'Aigle
Il Cantone di L'Aigle è una divisione amministrativa dell'Arrondissement di Mortagne-au-Perche.
È stato costituito a seguito della riforma approvata con decreto del 25 febbraio 2014, che ha avuto attuazione dopo le elezioni dipartimentali del 2015.

## Composizione
Comprende i 7 comuni di:
- L'Aigle
- Chandai
- Saint-Martin-d'Écublei
- Saint-Michel-Tubœuf
- Saint-Ouen-sur-Iton
- Saint-Sulpice-sur-Risle
- Vitrai-sous-Laigle